# Saint-Geniès-de-Comolas
 Saint-Geniès-de-Comolas  es una población y comuna francesa, situada en la región de Languedoc-Rosellón, departamento de Gard, en el distrito de Nimes y cantón de Roquemaure.

## Demografía
| 896 | 990 | 1040 | 1139 | 1413 | 1582 |
| Para los censos de 1962 a 1999 la población legal corresponde a la población sin duplicidades (Fuente: INSEE [Consultar]) |     |      |      |      |      |